# Medea Figner

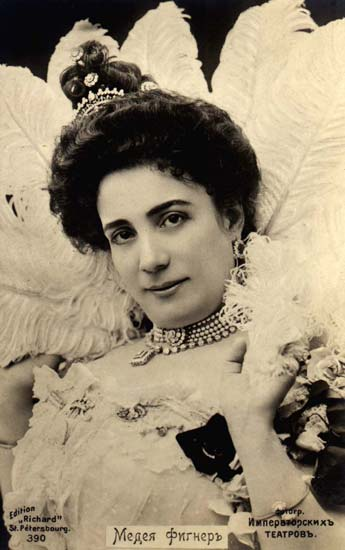
Medea Figner

Medea Iwanowna Figner, auch Mei-Figner (russisch Медея Ивановна Фигнер; geborene Mei; * 4. April 1859 in Florenz; † 8. Juli 1952 in Paris), war eine russische Opernsängerin (Mezzosopran und Sopran) italienischer Herkunft.

## Leben
Medea Mei gab ihr Bühnendebüt als Azucena in Verdis Il trovatore. Zwischen 1877 und 1887 sang Mei in Italien, weiteren Ländern Europas, darunter Russland, und Südamerika. 1889 heiratete sie den berühmten russischen Tenor Nikolai N. Figner. Das Paar wurde unter anderem von der Zarenfamilie sehr geschätzt.

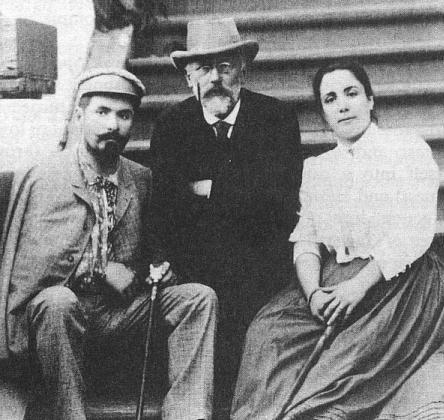
Tschaikowski (Mitte) mit Nikolai und Medea Figner (1890)

Zu ihren Repertoire gehörten die Rolle der Amneris in Verdis Aida, der Ulrica in Verdis Un ballo in maschera, der Leonora in Donizettis La favorita, der Charlotte in Massenets Werther, der Valentine in Meyerbeers Les Huguenots sowie die Rolle der Carmen in Georges Bizets gleichnamiger Oper.
1890 sang sie die Rolle der Lisa bei der Uraufführung der Oper Pique Dame von Pjotr Iljitsch Tschaikowski, sowie 1892 – ebenfalls bei der Uraufführung – die Titelrolle in Tschaikowskis Oper Jolanthe. Figner gehört zu den gefeiertsten Darstellerinnen der Tatjana in der Geschichte der Oper Eugen Onegin.
1904, nachdem ihr Mann sie verlassen hatte, machte sie eine letzte Operntournee durch Südamerika und setzte anschließend ihre 1887 begonnene Karriere am Mariinski-Theater in St. Petersburg bis zu ihrer Abschiedsvorstellung als Carmen 1912 fort. Bis 1923 unterrichtete sie Konzert- und Opernsängerinnen. 1930 verließ sie Russland und ließ sich in Paris nieder, wo sie 1952 starb.

## Werke
- Мои воспоминания (Meine Erinnerungen). Sankt Petersburg 1912.